# Salah Benlemqawanssa
Salah "Entertainer" Benlemqawanssa (28 de junho de 1979), também conhecido como Spider Salah, é um dançarino de hip-hop que ganhou a temporada inaugural de La France a un incroyable talent (A França tem um incrível talentoem português) e a quarta temporada de Arabs Got Talent.

## Carreira
“Minha vida é dança e dança é minha vida. Eu me sacrifico muito para a dança. Eu estou sempre praticando ou realizando. Não há muito tempo para uma vida pessoal, mas eu amo o que eu faço! É preciso muita inspiração, tempo e dedicação para se tornar um bom dançarino.”

— Salah
Salah começou a dançar em 1996 depois de ver o grupo de dança O Posse ensaiar em frente aos espelhos do Teatro Nacional de Chaillot. Dois anos mais tarde, ele e sua equipe, The Family, conquistaram o segundo lugar no Battle of the Year. Em 1999, ele se juntou à companhia de dança contemporânea Montalvo-Hervieu. Em 2006, Salah venceu a primeira temporada do Incroyable Talent. Em 2008, ele estrelou como ele próprio em Beats Per Minute, um filme independente sobre um popper francês que descobre que ele pode rebobinar o tempo com seus movimentos de dança.
Em 2011, Salah liderou um projeto digital chamado Breathe the Beat. Através da Breathe the Beat, ele lançou uma série de cinco tutoriais em vídeo, explicando como ele se inspira no mundo ao seu redor para criar seu estilo de dança. Ele também julgou uma competição online baseada nos princípios de seus tutoriais para ver qual dançarino poderia criar a melhor performance de um minuto. O vencedor, escolhido por Salah, que criou a melhor performance foi James "AnimatedJ" Jimenez dos Estados Unidos.
Em 2013, Salah se tornou embaixador da marca Puma. Através desta parceria, a Puma lançou um projeto de dança chamado "Puma the Quest", que deu a cinco dançarinos a oportunidade de viajar pelo mundo e ser pessoalmente treinado por Salah. Para conhecerem quais seriam premiados, a cantora Nawell Madani, o rapper Youssoupha e o próprio Salah jugaram um grupo finalista de vinte pessoas. Os cinco vencedores — Lara Laquiz, Tiet Sofian, Steph, Anto e Ska — foram anunciados no dia seguinte. Então eles viajaram com Salah para Nova York, Berlim, Tóquio, Paris, Londres e Los Angeles para aprenderem sobre a cultura da rua dentro de cada cidade. Quando voltaram para Paris, criaram um show sobre suas experiências em todo o mundo.
Em dezembro de 2013, Salah apareceu em La France a un incroyable talent. Três meses depois, em março de 2014, Salah atuou como juiz no programa de televisão Battle Dance, com a cantora Sherefa Luna e o b-boy Ali "Lilou" Ramdani. Em 2015, Salah venceu a quarta temporada de Arabs Got Talent.

## Aparições
Salah é especialista em hip-hop, mas também estudou outras formas de dança, incluindo música africana, salsa, dança contemporânea e dança do ventre.

### Televisão
| Ano  | Título                           | Notas                                                                                          |
| ---- | -------------------------------- | ---------------------------------------------------------------------------------------------- |
| 2015 | Arabs Got Talent                 | [ 19 ]                                                                                         |
| 2014 | Battle Dance                     |                                                                                                |
| 2013 | La France a un Incroyable Talent |                                                                                                |
| 2009 | Star King                        |                                                                                                |
| 2006 | Incroyable Talent                | O nome oficial de La France um incroyable talento foi na primeira temporada Incroyable Talent. |

### Cinema
| Ano  | Título                               | Notas  |
| ---- | ------------------------------------ | ------ |
| 2014 | Mad About Dance                      | [ 20 ] |
| 2012 | Sur la piste du Marsupilami          |        |
| 2008 | Beats Per Minute                     |        |
| 2002 | Astérix et Obélix: Mission Cléopâtre | [ 21 ] |